# Kraftkonstante
Als Kraftkonstante wird in der Molekülspektroskopie eine Federkonstante auf molekularer Ebene bezeichnet. Sie dient u. a. als mechanisches Modell zur Beschreibung einer Streckschwingung in einem zweiatomigen Molekül.

## Beschreibung
Ein brauchbares Modell für die Beschreibung der Normalschwingungen eines Moleküls ergibt sich, wenn man die Atome des Moleküls als Massenpunkte und die Bindung zwischen ihnen als Federn betrachtet. Dann ergibt sich die für eine bestimmte Auslenkung der Atome aus ihrer Gleichgewichtslage erforderlichen Kraft in Analogie zum Hookeschen Gesetz als Produkt der Auslenkung und der Federkonstante.
Für die Auslenkung der Atome in einem mehratomigen Molekül gibt es im Allgemeinen zahlreiche Möglichkeiten, die durch innere Koordinaten beschrieben werden. Jede innere Koordinate eines Moleküls ist mit einer Kraftkonstante verknüpft:
- Kraftkonstanten, die sich auf Änderungen von Bindungslängen beziehen, werden Valenz-Kraftkonstanten genannt
- Kraftkonstanten, die Änderungen von Bindungswinkeln beinhalten, werden Deformations-Kraftkonstanten genannt.

Bindungstheoretisch besonders interessant sind die Valenz-Kraftkonstanten, da sie eine Aussage über die Bindungsstärke bzw. den Bindungsgrad erlauben.
Für eine vollständige Normalkoordinatenanalyse ist darüber hinaus die Einführung von Wechselwirkungs-Kraftkonstanten erforderlich, da sich bei der Auslenkung einer bestimmten, durch eine innere Koordinate beschriebenen Bindung auch die Bindungsverhältnisse und damit die Kraftkonstanten der benachbarten Bindungen (geringfügig) ändern. Ein Satz vollständiger Kraftkonstanten eines Moleküls einschließlich aller Wechselwirkungs-Kraftkonstanten wird Kraftfeld genannt.

## Nachteile
Die Abhängigkeit der Kraftkonstante von den Koordinaten begrenzt ihre Nützlichkeit, um die Stärke der chemischen Bindung zu beschreiben. Stattdessen hat sich in den letzten Jahren die Verwendung der Compliance-Konstanten (Kehrwert der Federkonstante) eingebürgert, da diese eine deutlich bessere Transferierbarkeit garantieren.